# 울산시립교향악단
울산시립교향악단(蔚山市立交響樂團, Ulsan Symphony Orchestra)은 울산광역시의 대표적인 관현악단이다. 1990년에 창단되었으며 초대 상임지휘자는 한병함이다. 주요 공연장은 울산문화예술회관 대공연장이다.

## 역대 지휘자
- 한병함 (1990년 ~ 1991년)
- 신현석 (1991년 ~ 1992년)
- 강수일 (1994년)
- 박성완 (1996년 ~ 1997년)
- 유종 (1998년 ~ 2000년)
- 장윤성 (2000년 ~ 2003년)
- 이대욱 (2003년 ~ 2007년)
- 김홍재 (2007년 ~ 2018년)
- 니콜라이 알렉세예프 (2018년 ~ 2023년)
- 샤샤 괴첼 (2025년 ~ )